# Université nationale de Changwon
L'université nationale de Changwon (en hangul : 창원대학교) est une université nationale de Corée du Sud située à Changwon dans le Gyeongsang du Sud.